# 依士靈頓華人協會
依士靈頓華人協會（英語：Islington Chinese Association）於1986年在英國倫敦依士靈頓組成 ，1991年註冊成為無股本的擔保有限公司 ，1994年登記成為註冊慈善團體 ，是英國的華人慈善團體。現任主席為琦拜仁上校（Colonel Brian Kay OBE TD FRSA）。

## 服務及設施
該協會獲依士靈頓市議會贊助，為當區居民提供中式午餐多年，號稱累積供餐數目超過25萬份。
他們亦時有聖誕、農曆新年等慶祝活動，以及粵曲、乒乓球、羽毛球等各類文娛康樂活動，並與英國其他慈善團體聯繫。2018年的農曆新年慶祝活動由依士靈頓市議會贊助。
2013年，英國政府数字化、文化、媒体及体育部屬下的英格蘭體育（Sport England）批出4萬多英鎊，以資助該協會的「全民運動」（Sports for all）計劃。
2017年，該協會獲英國大獎劵基金（Big Lottery Fund）撥款17萬英鎊，用以推動當地華人社區共融和改善生活質素計劃。

## 過往項目

### 舊華埠記憶 - 尋找東倫敦舊唐人街歷史
該協會於2010年獲得英國国家遗产彩票基金撥款資助，與塔橋區地方歷史圖書與檔案館（Tower Hamlets Local History Library and Archives）和依士靈頓博物館（Islington Museum）聯合舉辦《舊華埠記憶︰ 東倫敦舊唐人街歷史》歷史項目計劃。。

## 榮譽贊助人
前香港行政立法兩局首席議員鄧蓮如女男爵、英國前首相貝理雅之妻彭雪玲御用大律師和倫敦金融城前市長白樂威爵士（Sir David Brewer KG CMG CVO JP）是該協會的榮譽贊助人。

## 殊榮
2005年6月2日，英國政府《倫敦憲報》公佈女皇伊利莎伯二世御賜女皇志願組織慈善服務獎授予該協會，以表揚他們對英國華人社區的貢獻。
參與該協會的義工，亦曾獲得市議會和社區組織的嘉獎。

## 歷史檔案
該協會部份歷史檔案，現存於倫敦大都會檔案館（London Metropolitan Archives），檔案號碼為 LMA/4506。

## 外部鏈結
- 官方網站︰https://www.islingtonchinese.com （页面存档备份，存于）
- 臉書專頁︰https://www.facebook.com/IslingtonChinese （页面存档备份，存于）